# روبرت كولز
روبرت كولز (بالإنجليزية: Robert Coles)‏ هو طبيب نفسي وعالم نفس أمريكي، ولد في 12 أكتوبر 1929 في بوسطن في الولايات المتحدة.

## وصلات خارجية
- روبرت كولز على موقع إن إن دي بي (الإنجليزية)